# Токін Борис Петрович
Борис Петрович Токін (рос. Борис Петрович Токин; нар. 21 липня 1900, Кричев — пом. 16 вересня 1984) — радянський біолог, професор Томського університету, після війни — професор Ленінградського державного університету, доктор біологічних наук, засновник кафедри ембріології (1949) ЛДУ, Герой Соціалістичної Праці (1971), заслужений діяч науки РРФСР, лауреат Сталінської премії (1950), президент Ленінградського Товариства випробувачів природи з 1966 по 1984 роки, творець вчення про фітонциди.

## Біографія
Народився 21 липня 1900 року в Кричеві Могильовської губернії (нині Могильовська область Білорусі).
Учасник Громадянської війни 1917—1922 років, Член РКП з 1918 року.
У 1930 році закінчив Московський державний університет. На початку 1930-х років — директор Державного біологічного інституту ім. К. А. Тімірязєва. У червні 1936 року Токін був призначений ректором Томського держуніверситету, в листопаді 1937 року звільнений з цієї посади з виключенням з ВКП(б), був арештований в лютому 1938 році. Через рік був звільнений і реабілітований.
З березня 1939 року працював на кафедрі анатомії, гістології та ембріології Томського держуніверситету. У 1941 році став ініціатором створення Томського комітету вчених, який об'єднав співробітників вузів для наукових досліджень в допомогу діючої армії.
З 1945 по 1955 роки — співробітник Інституту експериментальної медицини (ВІЕМ), професор та завідувач кафедрою ембріології ЛДУ.
1950 року став лауреатом Сталінської премії.
Брав участь у конфліктах з генетиками. На початку 1950 років Токін звернувся в ЦК ВКП(б) з листом, де повідомляв, що секретар єврейської масонської ложі професор В. Я. Александров наприкінці 40-х років створив у ВІЕМ групу сіоністського типу, в яку увійшли директор інституту Д. Н. Насонов, професора П. Г. Светлов, А.А Браун, А. Д. Браун та інші вчені.
З 1966 по 1984 роки — президент Ленінградського Товариства випробувачів природи.
Помер у 1984 році.

## Науковий доробок
У 1928 році Токін запропонував термін «фітонциди» (від грец. Φυτόν — рослина та лат. Caedo — вбиваю) для токсичних летючих речовин деяких рослин, які мають антимікробні властивості (бактерицидів рослинного походження). Токін зауважив, що страви «східної кухні», приготовані на базарах в умовах, не завжди відповідають вимогам санітарії, не викликали у людей спалахів кишкових інфекцій. Він встановив, що рослинні продукти, що використовуються при приготуванні цих страв як прянощі, оберігають їх від псування, а людей — від зараження захворюваннями.
У 1942 році у видавництві «Медгиз» вийшла брошура Токіна, де автор описував досліди по протимікробній дії кашки часнику та цибулі на мікроорганізми. У роки Німецько-радянської війни, при нестачі медикаментів, Токін рекомендував застосовувати кашку, водні розчини тканинних соків, а також водну настойку зовнішніх лусок (20 г на 200 мл води) цибулі та часнику при лікуванні інфікованих ран та кишкових захворювань. Токін стверджував, що під дією фітонцидів гинуть не тільки бактерії, але і мікроскопічні гриби та найпростіші. Дана пропозиція Токіна широко використовувалося в госпіталях в роки війни.
Створив спільно зі своєю дружиною Г. П. Коротковою вчення про соматичноий ембріогенез — розвиток нового індивіда із соматичних клітин при відновних реакціях у тварин. У 1977 році автори опублікували методологічну роботу «Ембріологія і генетика».
У 1930-ті роки, Будучи опонентом О. Б. Лепешинської, в той же час, висунув поняття онтогенії клітини як її розвитку між двома діленнями.

## Нагороди та звання
- Орден Леніна
- Орден Трудового Червоного Прапора
- Заслужений діяч науки РРФСР.
- Лауреат Сталінської премії (1950).
- Герой Соціалістичної Праці (1971)
- Почесний громадянин міста Вольська Саратовської області.

## Пам'ять
На будівлі школи в Вольську, де вчився Б. П. Токиін, встановлена меморіальна дошка. Одна з вулиць Вольська носить його ім'я.